# Rise and Fall of Idi Amin
Rise and Fall of Idi Amin, también conocida como Amin: The Rise and Fall, es una película biográfica de 1981 dirigida por Sharad Patel y protagonizada por Joseph Olita como Idi Amin. Fue una coproducción del Reino Unido, Kenia y Nigeria, y la mayor parte del rodaje se realizó en Kenia, menos de un año después de la caída de Amin.

## Trama
Detalla las controvertidas acciones y atrocidades del ex dictador de Uganda, Idi Amin Dada, durante su violento ascenso al poder en 1971 hasta su derrocamiento en 1979 como resultado de la Guerra Uganda-Tanzania.

## Exactitud histórica
A pesar de estar catalogada como una película de explotación, es razonablemente precisa con los hechos y las fechas de los eventos descritos, incluida la incursión israelí, la guerra con Tanzania y la captura y encarcelamiento del periodista británico Denis Hills.

## Recepción
Cuando se lanzó a nivel internacional, la mayoría de las voces fueron dobladas debido a la mala producción de sonido.
La película ganó cinco premios, incluido el de mejor actor, en el Festival Internacional de Cine de Las Vegas.